# Benito Soliven (Isabela)
Benito Soliven is een gemeente in de Filipijnse provincie Isabela in het noordoosten van het eiland Luzon. Bij de laatste census in 2007 had de gemeente ruim 25 duizend inwoners.
De gemeente is vernoemd naar Benito Soliven, lid van het Filipijns Congres namens de Ilocos Region tijdens de Commonwealth periode.

## Geografie

### Bestuurlijke indeling
Benito Soliven is onderverdeeld in de volgende 29 barangays:
| - Andabuen - Ara - Balliao - Binogtungan - Capuseran - Dagupan - Danipa - District I - District II - Gomez - Guilingan - La Salette - Lucban - Makindol - Maluno Norte | - Maluno Sur - Nacalma - New Magsaysay - Placer - Punit - San Carlos - San Francisco - Santa Cruz - Santiago - Sevillana - Sinipit - Villaluz - Yeban Norte - Yeban Sur |

## Demografie
Benito Soliven had bij de census van 2007 een inwoneraantal van 25.151 mensen. Dit zijn 2.959 mensen (13,3%) meer dan bij de vorige census van 2000. De gemiddelde jaarlijkse groei komt daarmee uit op 1,74%, hetgeen lager is dan het landelijk jaarlijks gemiddelde over deze periode (2,04%). Vergeleken met de census van 1995 is het aantal mensen met 4.466 (21,6%) toegenomen.

De bevolkingsdichtheid van Benito Soliven was ten tijde van de laatste census, met 25.151 inwoners op 184,4 km², 136,4 mensen per km².